# Centrum Dziedzictwa Przyrodniczego i Kulturowego Jury

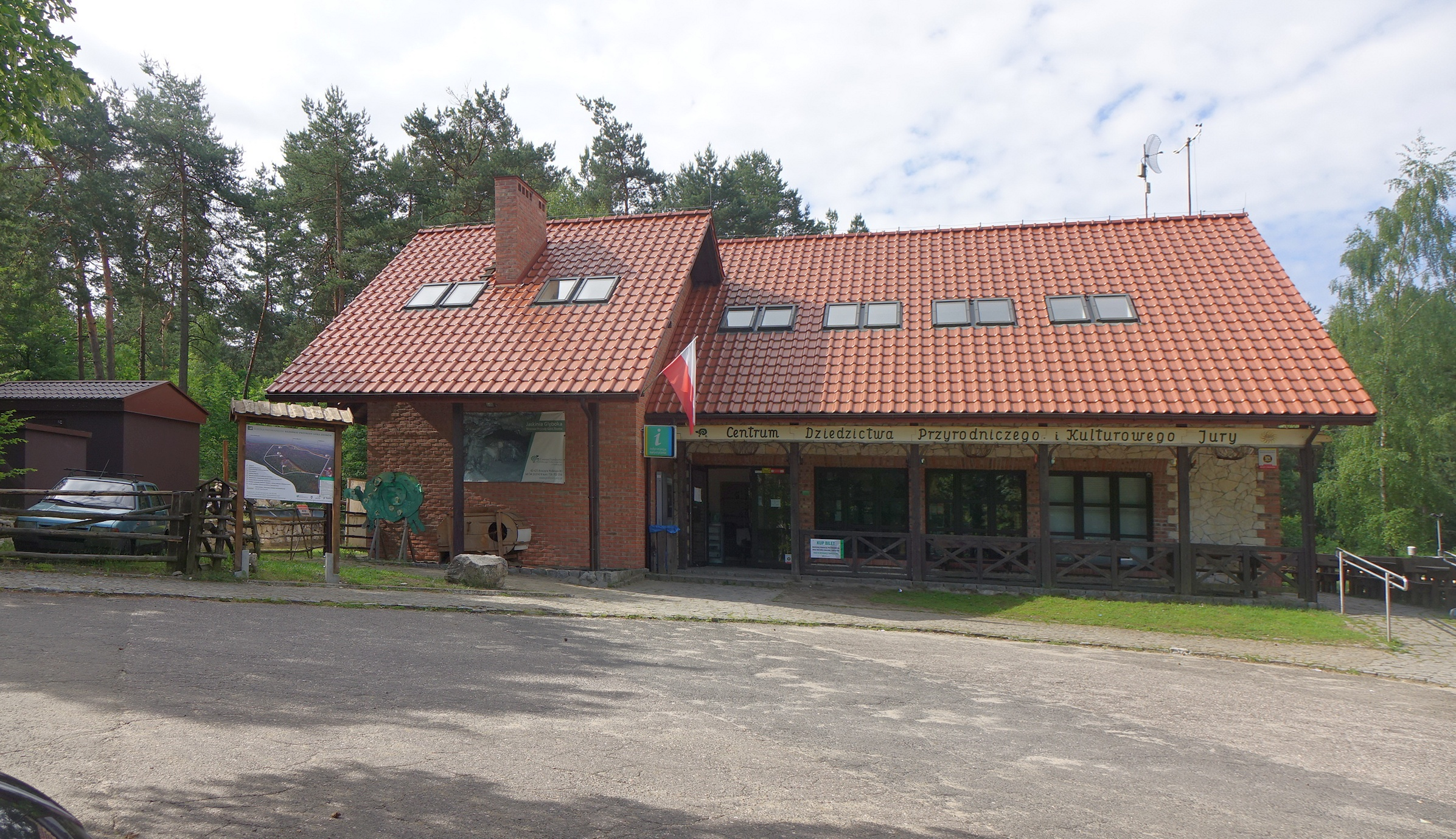
Jeden z budynków centrum

Centrum Dziedzictwa Przyrodniczego i Kulturowego Jury – centrum turystyczne w miejscowości Podlesice w województwie śląskim, w powiecie zawierciańskim, w gminie Kroczyce. Pod względem geograficznym znajduje się na Wyżynie Mirowsko-Olsztyńskiej, będącej częścią Wyżyny Częstochowskiej w obrębie Wyżyny Krakowsko-Częstochowskiej. Zlokalizowane jest tuż przy drodze wojewódzkiej nr 792.
W skład centrum wchodzą:
- parking,
- zaplecze edukacyjne z budynkami,
- kasa sprzedająca bilety wstępu do rezerwatu przyrody Góra Zborów i do Jaskini Głębokiej,
- punkt informacji turystycznej,
- lapidarium z kolekcją różnych rodzajów skał wapiennych,
- multimedialna sala konferencyjna, w której organizowane są warsztaty i sympozja oraz wyświetlane są filmy edukacyjne i prelekcje,
- zagroda edukacyjna z elementami tradycyjnego wyposażenia gospodarskiego i fotogramami obrazującymi krajobraz Góry Zborów sprzed kilkudziesięciu lat,
- tablice edukacyjne[1].

Centrum znajduje się w sąsiedztwie unikatowego skalistego wzniesienia Góra Zborów z kilkudziesięcioma skalnymi ostańcami, na których uprawiana jest wspinaczka skalna. W budynkach centrum na ponad 200 m² znajdują się ekspozycje przedstawiające prowadzone w tym regionie badania entomologiczne, paleontologiczne i archeologiczne. Centrum przystosowane jest dla osób niepełnosprawnych, i pełni funkcje: edukacyjną, naukową, dokumentacyjną, wystawienniczą i wydawniczą.